# Pedaliodes phaedra
Pedaliodes phaedra är en fjärilsart som beskrevs av William Chapman Hewitson 1870. Pedaliodes phaedra ingår i släktet Pedaliodes och familjen praktfjärilar. Inga underarter finns listade i Catalogue of Life.

## Bildgalleri

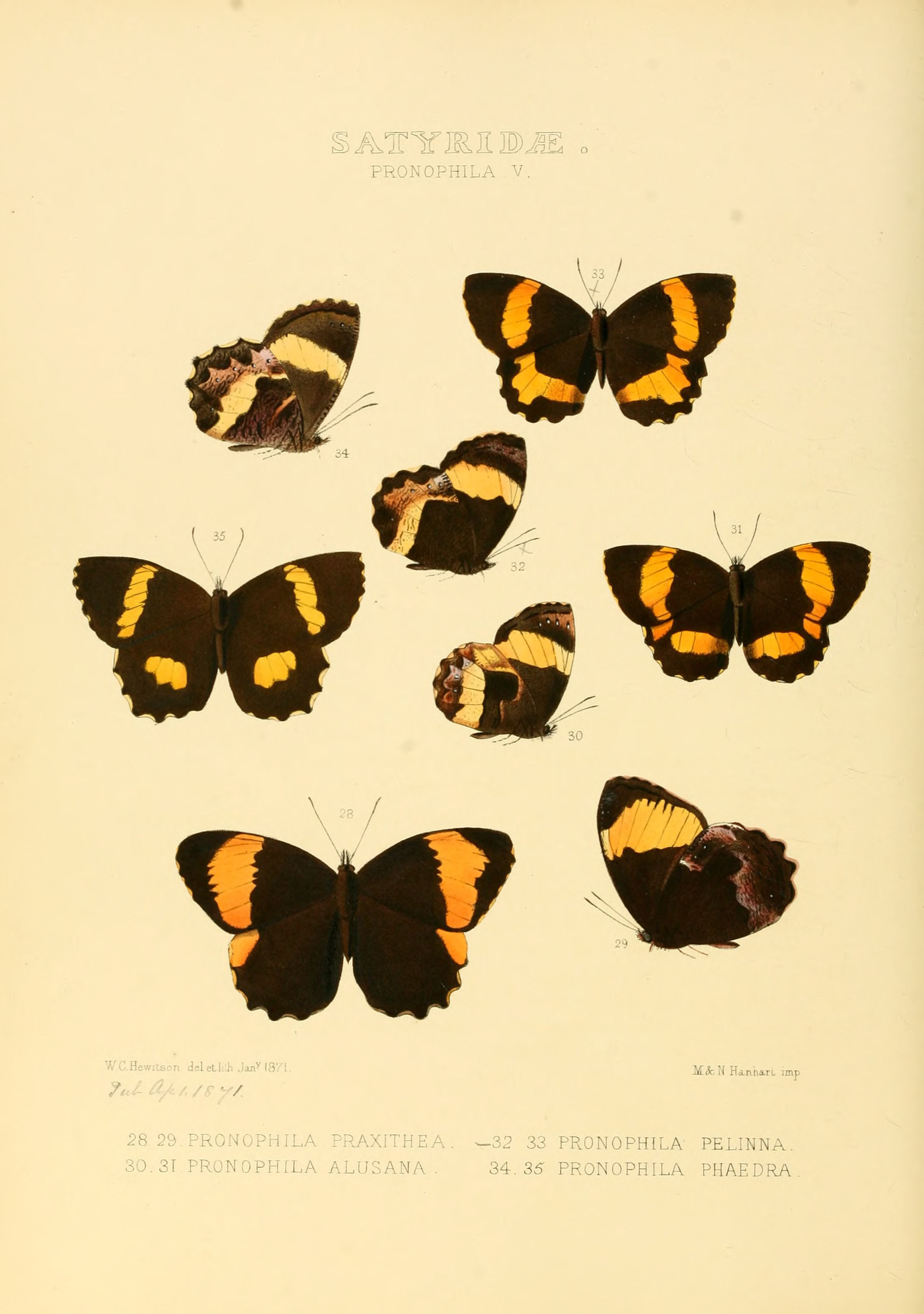